# 행복당
행복당(튀르키예어: Saadet Partisi)은 튀르키예의 극우 정당이다. 튀르키예의 세속화에 반대하며, 사우디아라비아와 같은 이슬람 근본주의 국가가 되는 것을 목표로 삼고 있다. 이 당은 케말주의와 레제프 타이이프 에르도안 대통령에 비판적인 입장이며, 이슬람교가 모든 원리의 해결이라고 주장한다. 현재는 공화인민당, 좋은당과 함께 반(反)에르도안 선거 동맹을 맺고 있다.

## 같이 보기
- 이슬람 민주주의 정당 목록

1. ↑  Necati Polat, 편집. (2016). 《Regime Change in Contemporary Turkey: Politics, Rights, Mimesis》. Edinburgh University Press. In the nationwide local elections in March 2004, the Islamonationalist Party of Bliss (or Felicity Party, Saadet Partisi, SP) representing the settled Islamist outlook in politics for some time, from which the AKP had departed abandoning its identity discourse for a wider slant, would sink to 4 per cent.